# Agustín Alonso
Agustín Claudio Alonso (Avellaneda, 23 gennaio 2001) è un calciatore argentino, attaccante del Ferro Carril Oeste in prestito dal Platense.

## Caratteristiche tecniche
È un'ala sinistra.

## Carriera
Alonso è cresciuto nel Platense, con cui ha debuttato il 9 maggio 2022 nell'incontro di Primera División perso 2-1 contro il River Plate. Nel giugno seguente ha firmato il suo primo contratto professionistico.
Nel febbraio del 2024 è stato ceduto in prestito per una stagione all'Aldosivi, club della seconda divisione argentina.

## Statistiche

### Presenze e reti nei club
Statistiche aggiornate all'11 aprile 2024.
| Stagione        | Squadra         | Campionato      | Campionato | Campionato | Coppe nazionali | Coppe nazionali | Coppe nazionali | Coppe continentali | Coppe continentali | Coppe continentali | Altre coppe | Altre coppe | Altre coppe | Totale | Totale | Totale |
| Stagione        | Squadra         | Comp            | Pres       | Reti       | Comp            | Pres            | Reti            | Comp               | Pres               | Reti               | Comp        | Pres        | Reti        | Pres   | Reti   |        |
| --------------- | --------------- | --------------- | ---------- | ---------- | --------------- | --------------- | --------------- | ------------------ | ------------------ | ------------------ | ----------- | ----------- | ----------- | ------ | ------ | ------ |
| 2022            | Platense        | PD              | 1          | 0          | CA+CdL          | 0               | 0               |                    | -                  | -                  |             | -           | -           | 1      | 0      |        |
| 2023            | Platense        | PD              | 7          | 0          | CA+CdL          | 0               | 0               |                    | -                  | -                  |             | -           | -           | 7      | 0      |        |
| 2024            | Aldosivi        | PBN             | 7          | 0          | CA              | 0               | 0               |                    | -                  | -                  |             | -           | -           | 7      | 0      |        |
| Totale carriera | Totale carriera | Totale carriera | 15         | 0          |                 | 0               | 0               |                    | -                  | -                  |             | -           | -           | 15     | 0      |        |